# 1. PBC Leverkusen
Der 1. PBC Leverkusen 73 e.V. war ein 1973 gegründeter Poolbillardverein aus Leverkusen.

## Geschichte
Der 1. PBC Leverkusen wurde 1973 gegründet. 1986 erreichte er erstmals das Halbfinale des deutschen 8-Ball-Pokals. Ein Jahr später gewann er diesen im Finale gegen den PBC Iserlohn. 1989 folgte im Finale gegen den BC Oberhausen der zweite Sieg beim 8-Ball-Pokal. In der neu eingeführten Bundesliga belegte der PBC Leverkusen 1991 hinter dem PBC Karlsruhe den zweiten Platz. Ein Jahr später wurde er deutscher Meister. Im 8-Ball-Pokal erreichte der Verein 1992, 1993 und 1997 erneut das Halbfinale, bevor er diesen 1998 im Finale gegen den 1. PBC Kempen zum dritten Mal gewann. Neben Rot-Weiß Oberhausen ist der PBC Leverkusen damit Rekordsieger des 8-Ball-Pokals.
2001 belegte der Verein den 14. Platz in der Oberliga und stieg somit in die Verbandsliga ab.
Bei der deutschen Meisterschaft 1990 wurde Dieter Johns Zweiter im 8-Ball und Christian Reimering Dritter im 9-Ball. 1992 gewann mit Sascha Zinowsky, der im 8-Ball Dritter wurde, ein weiterer Spieler des PBC Leverkusen eine Medaille.
Darüber hinaus gewannen mit Klaus Bötcher, Peter Conrad, Werner Fischer und Wolfgang Schmitz mehrere Spieler Medaillen bei deutschen Meisterschaften der Senioren.
Im Snooker war der PBC Leverkusen eine Saison in der 2. Bundesliga vertreten. In der Saison 1998/99, der ersten Spielzeit der Liga, belegte er den dritten Platz und stieg in die Oberliga ab.